# Saint-Erblon (Mayenne)
Saint-Erblon és un municipi francès situat al departament de Mayenne i a la regió de País del Loira. L'any 2007 tenia 146 habitants.

## Demografia

### Població
El 2007 la població de fet de Saint-Erblon era de 146 persones. Hi havia 60 famílies de les quals 20 eren unipersonals (8 homes vivint sols i 12 dones vivint soles), 20 parelles sense fills i 20 parelles amb fills.
La població ha evolucionat segons el següent gràfic:
Habitants censats

### Habitatges
El 2007 hi havia 69 habitatges, 58 eren l'habitatge principal de la família, 10 eren segones residències i 1 estava desocupat. 68 eren cases i 1 era un apartament. Dels 58 habitatges principals, 47 estaven ocupats pels seus propietaris, 9 estaven llogats i ocupats pels llogaters i 2 estaven cedits a títol gratuït; 1 tenia una cambra, 1 en tenia dues, 7 en tenien tres, 23 en tenien quatre i 27 en tenien cinc o més. 34 habitatges disposaven pel capbaix d'una plaça de pàrquing. A 28 habitatges hi havia un automòbil i a 26 n'hi havia dos o més.

### Piràmide de població
La piràmide de població per edats i sexe el 2009 era:
| Homes | Edats   | Dones |
| ----- | ------- | ----- |
| 0     | 95 o +  | 0     |
| 0     | 90 a 94 | 4     |
| 0     | 85 a 89 | 0     |
| 0     | 80 a 84 | 0     |
| 4     | 75 a 79 | 8     |
| 0     | 70 a 74 | 4     |
| 0     | 65 a 69 | 0     |
| 4     | 60 a 64 | 4     |
| 4     | 55 a 59 | 4     |
| 4     | 50 a 54 | 4     |
| 4     | 45 a 49 | 4     |
| 12    | 40 a 44 | 0     |
| 0     | 35 a 39 | 4     |
| 4     | 30 a 34 | 0     |
| 8     | 25 a 29 | 8     |
| 12    | 20 a 24 | 4     |
| 8     | 15 a 19 | 4     |
| 4     | 10 a 14 | 8     |
| 0     | 5 a 9   | 0     |
| 0     | 0 a 4   | 12    |

## Economia
El 2007 la població en edat de treballar era de 84 persones, 64 eren actives i 20 eren inactives. De les 64 persones actives 58 estaven ocupades (33 homes i 25 dones) i 6 estaven aturades (2 homes i 4 dones). De les 20 persones inactives 11 estaven jubilades, 7 estaven estudiant i 2 estaven classificades com a «altres inactius».

### Ingressos
El 2009 a Saint-Erblon hi havia 56 unitats fiscals que integraven 163 persones, la mediana anual d'ingressos fiscals per persona era de 13.315 €.

### Activitats econòmiques
Dels 8 establiments que hi havia el 2007, 1 era d'una empresa de fabricació d'altres productes industrials, 1 d'una empresa de construcció, 5 d'empreses de comerç i reparació d'automòbils i 1 d'una empresa de serveis.
Dels 2 establiments de servei als particulars que hi havia el 2009, 1 era un taller de reparació d'automòbils i de material agrícola i 1 fusteria.
L'any 2000 a Saint-Erblon hi havia 13 explotacions agrícoles que ocupaven un total de 364 hectàrees.

## Poblacions més properes
El següent diagrama mostra les poblacions més properes.